# Bình Quý
Bình Quý là một xã thuộc huyện Thăng Bình, tỉnh Quảng Nam, Việt Nam.
Xã Bình Quý có diện tích 27 km², dân số năm 2019 là 11.515 người, mật độ dân số đạt 427 người/km².